# Пленница (роман)
«Пленница» (фр. La prisonnière) — произведение Марселя Пруста, вышедшее уже после смерти писателя. Пятый роман цикла «В поисках утраченного времени», впервые увидевший свет в 1923 году.

## Сюжет
Роман продолжает тему любви. Главный герой глубоко анализируют свои чувства и стремится не только понять их, но и преодолеть. По его мнению, любовь не приносит счастья, которое способны дарить людям природа и искусство.

## Из истории романа
При жизни Пруста в журнале «Нувель ревю франсез» (1 ноября 1922 года) были напечатаны два отрывка из «Пленницы»: «Я смотрю на неё спящую» и «Мои пробуждения». Героиня книги, Альбертина, в журнальном варианте названа Жизелью. Писатель подготовил для этого журнала ещё два отрывка — «Утренник в Трокадеро» и «Смерть Бергота», но они увидели свет уже после его смерти, 1 января 1923 года.
Отдельное издание книги было подготовлено братом писателя доктором Робером Прустом и одним из сотрудников «Нувель ревю франсез» Жаком Ривьером. Она вышла в ноябре 1923 года.
Русский перевод романа, сделанный Адрианом Франковским в 1940 году, опубликован лишь в 1990-е годы.
В 1990 г. опубликован перевод романа, сделанный Николаем Любимовым.

## Особенности текста романа
Марсель Пруст не успел довести работу над «Пленницей» до сдачи рукописи в набор. Помимо многочисленных подготовительных набросков в своих рабочих тетрадях, он подготовил беловую рукопись книги, испещрив текст многочисленными поправками, дополнениями на полях и вставками на отдельных листках (эти вставки бывали подчас весьма обширны, и писатель складывал их гармошкой и подклеивал к соответствующему листу тетради). Он отдал эту рукопись в перепечатку. Получив её начало, Пруст сильно выправил его, что потребовало новую сплошную перепечатку. В эту вторую машинопись было внесено, как обычно у Пруста, так много исправлений, вставок и т. п., что была сделана третья машинопись. Её писатель успел выправить лишь в некоторых местах. Тем самым работа над подготовкой окончательного текста завершена не была, что повлекло за собой отдельные противоречия в развитии сюжета.

## Издания романа на русском языке
- М. Пруст. В поисках утраченного времени: Пленница. / Пер. с фр. Н. Любимова; Вступ. статья и коммент. А. Михайлова; Худож. Г. Клодт. — М.: Худож. лит., 1990. — 432 с. (Зарубежный роман XX века)
- М. Пруст. В поисках утраченного времени: Пленница. / Пер. с фр. Н. Любимова; Вступ. статья и коммент. А. Михайлова; Худож. Г. Клодт. — М.: Худож. лит., 1992. — 432 с.
- М. Пруст. Пленница. / Пер. с фр. Н. Любимова; Вступ. статья и коммент. А. Михайлова. — М.: Республика, 1993. — 382 с.
- М. Пруст. Пленница. / Пер. с фр. А. Франковского. — СПб.: ИНАПРЕСС, 1998. — 288 с. (Серия «Цветы зла»)